# Kaleb af Aksum
Kaleb (omkring 520) var konge af kongeriget Aksum og er måske den bedst beskrevne – og måske også den bedst kendte – af rigets konger. Procopius af Caesarea kalder ham "Hellestheaeus", hvilket er en variation af han kroningsnavn, Ella Atsbeha eller Ella Asbeha. Både på mønter og inskriptioner fra hans tid i Aksum, og i etiopiske hagiografiske kilder og lister over konger benævner han sig selv som søn af Tazena. Han kan være den "Atsbeha" eller "Asbeha", som omhandles i de etiopiske legender om Abreha og Asbeha, omend en anden mulighed er, at det drejer sig om Ezanas broder Saizana.
Procopius, Johannes af Efesos og andre samtidige historikere beretter om hans invasion af  Yemen omkring 520, hvor hans modstander var den jødiske himyaritiske konge Yusuf Asar Yathar (også kendt som Dhu Nuwas), som forfulgte de kristne i sit rige. Efter mange kampe, overvandt Kalebs soldater  Yusufs styrker og dræbte ham, hvorefter Kaleb udpegede Sumuafa' Ashawa', en indfødt kristen (som Procopius navngiver Esimphaios), som sin vicekonge af Himyar. Som følge af beskyttelsen af de kristne er han blevet kendt han som Sankt Elesbaan, efter at kardinal Cesare Baronio i det 16. århundrede indføjede ham i sin udgivelse af Martyrologium Romanum til trods for, at han var monofysit og derfor efter romersk-katolsk opfattelse en kætter. Spørgsmålet om, hvorvidt miafysitisme — som er den aktuelle kristologi i de orientalsk-ortodokse kirker (herunder Den koptiske ortodokse kirke) — var et kætteri, er dog åbent helt til i dag, og andre østlige helgener, som for eksempel Isak af Ninive, æres stadig af de chalcedonske kirker.
Aksumiternes kontrol over det sydlige Arabien varede indtil omkring 525, hvor Sumuafa' Ashawa' blev afsat af Abraha, som udråbte sig selv til konge. Procopius fortæller, at Kaleb gjorde adskillige mislykkede forsøg på at genvinde sine oversøiske besiddelser. Hans efterfølgere fik ved forhandling en fred i stand med Abraha, hvor denne anerkendte den aksumitiske konges overhøjhed og betalte tribut. Munro-Hay er af den opfattelse, at Aksum ved denne indsats strakte sig for langt, og at denne sidste indgriben på den modsatte side af det Røde Hav "var Aksums svanesang som en stormagt i regionen."
I følge en etiopisk tradition abdicerede Kaleb senere, overdrog sin krone til  Gravkirken i Jerusalem og trak sig tilbage til et kloster.
Blandt de historikere, som beretter begivenhederne under kong Kalebs styre er Ibn Hisham, Ibn Ishaq og Tabari. Taddesse Tamrat beretter, at ifølge en mundtlig tradition, han hørte fra en gammel præst i Lalibela, "stammede Kaleb fra Lasta, og hans palads var i Bugna, hvor det vides at Gebre Mesqel Lalibela senere havde oprettet sit sæde. Betydningen af denne tradition for os ligger i selve associationen mellem navnet og omvendelsen af denne indre Aksum-provins."
Foruden adskillige inskriptioner med hans navn har Aksum et par ruinrester, hvoraf den ene blev omtalt som hans grav og den anden som hans søns, Gabra Masqals, grav. (Traditionen tilskriver ham en søn mere, Israel, som er blevet foreslået at kunne være den samme som den aksumitiske konge Israel.) Disse ruiner blev første gang undersøgt arkæologisk af Henry Salt i begyndelsen af det 19. århundrede. Næsten et århundrede senere blev de delvis ryddet og kortlagt af Deutsche Aksum-Expedition i 1906. Den seneste udgravning af denne grav skete i 1973 og blev foretaget af British Institute in East Africa.
Den østortodokse kirke mindes Kaleb som  "Saint Elesbaan, konge af Ethiopia" den 24. oktober (for de kirker, som følger den julianske kalender, dagen falder på 6. november efter den gregorianske kalender).